# Muddy Waters (album)
Muddy Waters è il terzo album discografico in studio del rapper statunitense Redman, pubblicato nel 1996 dalla Def Jam Recordings.

## Tracce
1. Intro – 2:17
2. Iz He 4 Real – 1:36
3. Rock da Spot – 4:11
4. Welcome (Interlude) – 2:06
5. Case Closed (featuring Xrossbreed) – 2:58
6. Pick It Up – 4:11
7. Skit – 0:57
8. Smoke Buddah – 2:35
9. Whateva Man (featuring Erick Sermon) – 3:08
10. Chicken Head Convention (skit) – 1:17
11. On Fire – 3:50
12. Do What Ya Feel (featuring Method Man) – 4:15
13. The Stick Up (skit) – 0:55
14. Creepin' – 4:28
15. It's Like That (My Big Brother) (featuring K-Solo) – 2:55
16. Da Bump – 4:11
17. Skit – 1:00
18. Yesh Yesh Y'all – 4:13
19. What U Lookin' 4 – 4:07
20. Soopaman Luva 3 Interview (skit) – 0:55
21. Soopaman Luva 3 – 4:12
22. Rollin' – 4:09
23. Da Ill Out (featuring Keith Murray & Jamal) – 3:36